# ふるさとCM大賞
ふるさとCM大賞（ふるさとシーエムたいしょう）は、日本各地のテレビ局などが主催し、各市町村が制作する地元PRのコマーシャルを集めて行われるコンクールである。

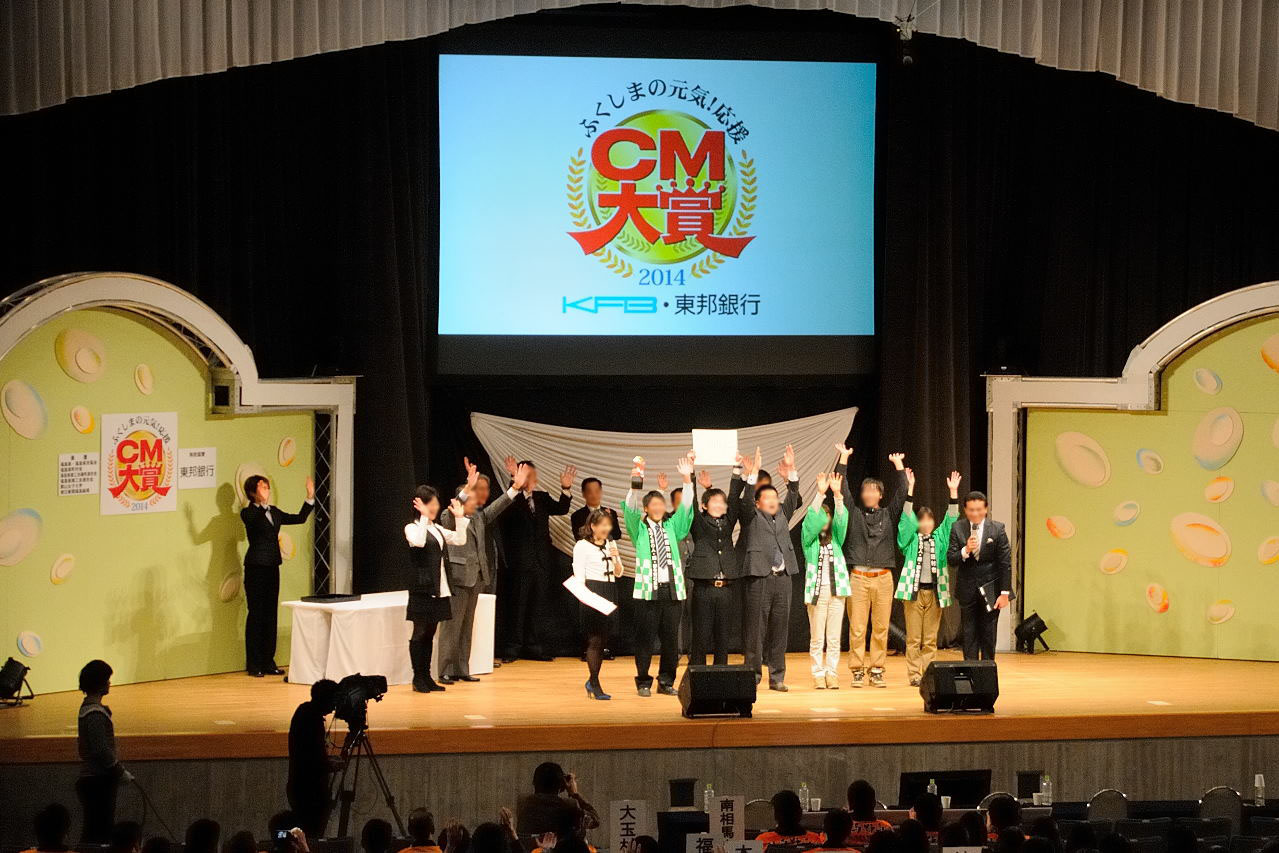
福島放送『ふくしまの元気!応援ふるさとCM大賞』の収録の模様（郡山女子大学 建学記念講堂）

## 概要
各市町村が「自分たちのふるさとの良さ」をアピールする「手作りのふるさとCM」を制作し、持ち寄って開かれるコンクール。企画・制作・撮影・出演等のすべてが各市町村の広報担当者、もしくは地域の人々に委ねられ、それぞれの市や町や村の魅力を、地域の情報や自慢、観光、物産、伝統、人物、動物、歴史、自然などをテーマにしCMを創り上げる。CMの長さは一般的に30秒。
地域振興の一端を担う役割もあり、CM制作は各市町村の役所・役場などの地方自治体が主体となることが多いものの、学校単位での参加や、一般団体、個人制作、小中学生の作品を広く募るコンクールもある。

## 沿革
1994年に山口県のTBS系列の放送局、テレビ山口（tys）により「山口県ふるさとCM大賞」が開催され、もっとも長く続いているコンクールとなっている。その後、2000年に山形県のテレビ朝日系列の放送局、山形テレビ（YTS）が「山形ふるさとCM大賞」を開催して以後、主に各地のテレビ朝日系列局などが主催となってコンクールを開催している。

## 放送
コンクールの模様は主催するテレビ局で番組として放送される。また、県外の系列各局での放送や、参加賞として出展されたCMをすべて放送する局もあり、県内外の他市町村への自市町村のPRにも有効なものとなっている。
東北6県では各県の大賞（最優秀賞）作品を集めた「東北ふるさとCMフェスティバル」が東北のテレビ朝日系列の基幹局である東日本放送の主催で開催され、後日、系列局でその模様が同時放送されている。このフェスティバルではCMに順位は付けず、その内容にあった賞が与えられ、それぞれのCMが東北6局で30回、年度内に放送されることになっている。
2020年度以降は、新型コロナウイルス感染症の感染拡大により、開催を中止・延期した地域がある。

## ふるさとCM大賞の一覧

### 現在
- ふるさと自慢わがまちCM大賞（青森朝日放送、2001年度 - ）
- ふるさとCM大賞 in IWATE（岩手朝日テレビ、2002年度 - ） - 2012年度より15秒CM[10]。
- みやぎふるさとCM大賞（東日本放送、2002年度 - ）[6][7]
- あきたふるさと手作りCM大賞（秋田朝日放送、2003年度 - ）
- 山形ふるさとCM大賞（山形テレビ、2000年度 - ）[11] - 県内全市町村参加、2010年度より15秒CM。
- ふくしまふるさとCM大賞（福島放送、2002年度 - ）[12]
- 新潟ふるさとCM大賞（新潟テレビ21、2020年度 - ）[3][13]
- HABふるさとCM大賞（北陸朝日放送、2002年度 - ）
- ふるさとCM大賞NAGANO（長野朝日放送、2001年度 - ） - 各市町村の個人作品も受付[14]。
- ふるさとCM大賞NARA（奈良テレビ放送、2021年度 - ）[15]
- 山口県ふるさとCM大賞（テレビ山口、1994年度 - ）- 小中学生部門と高校生以上の一般部門[5]。
- ふるさとCM大賞えひめ（愛媛朝日テレビ、2005年度 - ）[16]
- NCCふるさとCM大賞（長崎文化放送、2005年度 - ） - 一般部門もあり。
- 大分ふるさとCM大賞（大分朝日放送、2003年 - ）[17]
- KKBふるさとCM大賞（鹿児島放送、2002年度 - ）

### 過去
- 北海道ふるさとCM大賞 （「北海道ふるさとCM大賞」推進委員会（北海道 / NHK札幌放送局 / 北海道新聞社）、2002年度 - 2006年度）[18]
- ふるさとCM大賞（新潟版）（新潟放送、1992年度 - 1998年度）
- 富山県ふるさとCM大賞（チューリップテレビ、2000年度 - 2009年度）- 27秒[注 2]、一般部門もあった[19]。
- 福井ふるさとCM大賞コンクール（福井市教育メディア連絡協議会、福井ケーブルテレビ、2002年度 - 2011年度）[20]
- しずおかふるさとCM大賞（静岡朝日テレビ、2002年度 - 2008年度）
- HOMEふるさとCM大賞（広島ホームテレビ、2002年度 - 2004年度）[21]
- 晴れの国ふるさとCM大賞（岡山版）（瀬戸内海放送、2001年度 - 2003年度[22]） - 2004年度に岡山・香川ふるさとCM大賞に統合[23]。
- さぬきふるさとCM大賞（香川版）（瀬戸内海放送、2001年度 - 2003年度）[22][24] - 2004年度に岡山・香川ふるさとCM大賞に統合[23]。
- 岡山・香川ふるさとCM大賞（瀬戸内海放送、2004年度） - 一般公募もあり[23]。
- KABふるさとCM大賞（熊本朝日放送、2002年度 - 2015年度） - 一般部門もあり。
- 沖縄ふるさとCM大賞（琉球朝日放送 / 沖縄セルラー電話、2015年度） - 一般部門。